# 2022年大西洋颶風季
2022年大西洋颶風季包含了在2022年全年內的任何時間，於大西洋水域所產生的熱帶氣旋。雖然有關方面並沒有設下本颶風季的指定期限，但大部份於大西洋的熱帶氣旋通常都會於5月至12月期間形成。大西洋颶風季的編號為AL取L一字，並且大西洋的氣旋命名機構為美國國家颶風中心。更多關於北大西洋的颶風，請參見大西洋颶風季。
本風季是一個極具破壞性和致命性的大西洋颶風季。儘管命名風暴的數量僅處於平均水平，本風季卻成為有史以來損失第三多的大西洋颶風季，僅次於2017年和2005年大西洋颶風季。本季大多數損失主要是由颶風伊恩所造成。本年首個命名風暴——熱帶風暴亞曆克斯於6月3日形成，是自2014年以來第一個沒有季前(6月1日)命名風暴的風季。
熱帶風暴邦尼和熱帶風暴科林於7月形成。前者進入太平洋盆地，成為自2016年颶風奧託以來第一個從大西洋進入太平洋並且沒有消散的風暴。在此之後，由於高風切變、乾空氣和撒哈拉空氣層的存在，整個盆地的熱帶氣旋活動被抑制了長達數週。這使得8月沒有任何命名風暴生成，這是自1997年以來首次發生這種情況的風季，也是首次於拉尼娜現象期間發生此情況的風季。沒有任何命名風暴活動的情況持續近60天后，颶風丹尼爾和颶風厄爾分別於9月1日和3日形成，其中丹尼爾成為本季的首個颶風。上一次如此晚出現首個颶風的風季是2013年。
九月底，熱帶氣旋活動變得非常活躍，一共有四場命名風暴迅速並連續地形成。其中颶風菲奧娜於9月20日形成並成為本季首個大型颶風，比起第一個大型颶風通常形成的時間晚了大約三週。菲奧娜轉化為溫帶氣旋後影響加拿大，根據大氣壓力測量，它成為加拿大歷史上最強的風暴，並在加拿大大西洋地區造成了嚴重破壞。隨後，伊恩於9月27日形成並成為本季第二大型颶風，伊恩於9月28日進一步增強成為一達到薩菲爾-辛普森颶風風力等級五級的颶風，對古巴西部、佛羅里達州西南部和中部以、北卡羅來納州及南卡羅來納州造成了估計達1131億美元的損失。颶風茱莉婭於十月初形成，成為本季第二場橫跨尼加拉瓜後沒有消散並進入太平洋盆地的風暴，使本季成為自1996年以來第一個擁有多個命名風暴由大西洋橫跨進入太平洋季節。本季最後一場風暴是颶風妮可，其在巴哈馬和佛羅里達海岸登陸。這是自1985年颶風凱特以來首個在11月登陸佛羅里達州的颶風。颶風妮可在六週前被颶風伊恩吹襲的地區造成了約10億美元的損失。本季的熱帶氣旋總共造成至少239人死亡，損失超過1180億美元，是有紀錄以來損失最慘重的大西洋颶風季之一。

## 已被國際命名的熱帶氣旋

### 熱帶風暴亞歷克斯（Alex）
6月1日，東北太平洋的颶風阿加莎的殘留雲系進入北大西洋發展，美國海軍研究實驗室重新給予擾動編號91L。
6月3日上午7時，國家颶風中心判定其為一潛在熱帶氣旋，給予熱帶氣旋編號01L。
6月4日上午8時，01L登陸佛羅里達州開普科勒爾。
6月5日下午2時，國家颶風中心將其升格為熱帶風暴，並命名為艾利克斯 (Alex)。
6月7日凌晨3時，國家颶風中心判定其已轉化為後熱帶氣旋。

### 熱帶風暴邦妮（Bonnie）
6月24日，一個低氣壓在大西洋東部生成，美國海軍研究實驗室給予擾動編號94L。
6月25日凌晨3時，國家颶風中心判定其為一潛在熱帶氣旋，給予熱帶氣旋編號02L。
7月1日晚間9時，國家颶風中心將其升格為熱帶風暴，並命名為邦妮（Bonnie）。
7月2日晚間8時，邦妮（Bonnie）離開北大西洋，進入東太平洋基繼續發展。

### 熱帶風暴科林（Colin）
7月2日，一個低氣壓在南卡羅萊納州東南方生成，美國海軍研究實驗室給予擾動編號96L。下午3時，國家颶風中心將其直接升格為熱帶風暴，並命名為科林 (Colin)。
7月3日上午9時，國家颶風中心將其降格為低氣壓。

### 颶風丹尼爾（Danielle）
8月31日，一個低氣壓在亞速爾群島西南西方生成，美國海軍研究實驗室給予擾動編號93L。
9月1日下午3時，國家颶風中心將其升格為熱帶低氣壓，給予熱帶氣旋編號05L。晚間9時，國家颶風中心將其升格為熱帶風暴，並命名為丹尼爾（Danielle）。
9月2日晚間8時，國家颶風中心將其升格為一級颶風。
9月3日下午3時，國家颶風中心將其降格為熱帶風暴。
9月4日上午9時，國家颶風中心再度將其升格為一級颶風。
9月8日下午3時，國家颶風中心再度將其降格為熱帶風暴。晚間9時，國家颶風中心判定其已轉化為後熱帶氣旋。

### 颶風厄爾（Earl）
8月28日，一個低氣壓在小安的列斯群島以東生成，美國海軍研究實驗室給予擾動編號91L。
9月3日上午9時，國家颶風中心升格為熱帶風暴，並命名為厄爾（Earl）。
9月7日上午9時，國家颶風中心將其升格為一級颶風。
9月8日上午9時，國家颶風中心將其升格為二級颶風。
9月10日晚間9時，國家颶風中心將其降格為一級颶風。
9月11日凌晨3時，國家颶風中心將其降格為殘餘低氣壓。

### 颶風菲奧娜（Fiona）
9月13日，一個低氣壓在向風群島以東生成，美國海軍研究實驗室給予擾動編號96L。
9月14日晚間9時，國家颶風中心將其升格為熱帶低氣壓，給予熱帶氣旋編號07L。
9月15日上午10時，國家颶風中心升格為熱帶風暴，並命名為菲奧娜（Fiona）。
9月18日晚間9時，國家颶風中心將其升格為一級颶風。
9月20日凌晨3時，國家颶風中心將其升格為二級颶風。下午3時，國家颶風中心將其升格為三級颶風。
9月21日下午2時，國家颶風中心將其升格為四級颶風。
9月22日晚間9時，國家颶風中心將其降格為三級颶風。
9月23日上午9時，國家颶風中心再度將其升格為四級颶風。下午3時，國家颶風中心再度將其降格為三級颶風。晚間11時，國家颶風中心三度將其升格為四級颶風。
9月24日凌晨3時，國家颶風中心三度將其降格為三級颶風。上午9時，國家颶風中心判定其已轉化為後熱帶氣旋。

### 熱帶風暴加斯頓（Gaston）
9月19日，一個低氣壓在北大西洋生成，美國海軍研究實驗室給予擾動編號96L。
9月20日晚間9時，國家颶風中心將其升格為熱帶低氣壓，給予熱帶氣旋編號08L。
9月21日凌晨3時，國家颶風中心升格為熱帶風暴，並命名為加斯頓（Gaston）。
9月26日上午9時，國家颶風中心判定其已轉化為後熱帶氣旋。

### 熱帶風暴赫敏（Hermine）
9月22日，一個低氣壓在西非近岸形成，美國海軍研究實驗室給予擾動編號90L。
9月23日晚間11時，國家颶風中心將其升格為熱帶低氣壓，給予熱帶氣旋編號10L。
9月24日凌晨3時，國家颶風中心升格為熱帶風暴，並命名為赫敏（Hermine）。
9月25日凌晨3時，國家颶風中心將其降格為熱帶低氣壓。下午3時，國家颶風中心判定其已轉化為後熱帶氣旋。

### 颶風伊恩（Ian）
9月20日，一個低氣壓在向風群島以東形成，美國海軍研究實驗室給予擾動編號98L。
9月23日下午2時，國家颶風中心將其升格為熱帶低氣壓，給予熱帶氣旋編號09L。
9月24日上午9時，國家颶風中心升格為熱帶風暴，並命名為伊恩（Ian）。
9月26日下午3時，國家颶風中心將其升格為一級颶風。
9月27日凌晨3時，國家颶風中心將其升格為二級颶風。下午3時，國家颶風中心將其升格為三級颶風。
9月28日下午5時，國家颶風中心將其升格為四級颶風。
9月29日凌晨3點5分左右，國家颶風中心表示伊恩美國佛羅里達州卡約科斯塔（Cayo Costa）登陸。上午7時，國家颶風中心將其降格為三級颶風。上午9時，國家颶風中心將其降格為二級颶風。上午11時，國家颶風中心將其降格為一級颶風。下午3時，國家颶風中心將其降格為熱帶風暴。
9月30日凌晨3時，國家颶風中心再度將其升格為一級颶風。
10月1日凌晨3時，國家颶風中心判定其已轉化為後熱帶氣旋。
國家颶風中心在2023年4月3日發布的最佳路徑中，將其巔峰調整為五級颶風（140節，每小時260公里）。

### 颶風朱莉婭（Julia）
10月3日，一個低氣壓在向風群島以東生成，美國海軍研究實驗室給予擾動編號91L。
10月6日晚間11時，國家颶風中心判定其為一潛在熱帶氣旋，給予熱帶氣旋編號13L。
10月7日上午11時，國家颶風中心將其升格為熱帶低氣壓。晚間9時，國家颶風中心升格為熱帶風暴，並命名為朱莉婭（Julia）。
10月9日凌晨3時，國家颶風中心將其升格為一級颶風。晚間11時，國家颶風中心將其降格為熱帶風暴。
10月10日凌晨2時，朱莉婭（Julia）離開北大西洋，進入東北太平洋重新發展。

### 熱帶風暴卡爾（Karl）
10月11日，一個低氣壓在坎佩切灣形成，美國海軍研究實驗室給予擾動編號93L。
10月12日凌晨3時，國家颶風中心直接升格為熱帶風暴，並命名為卡爾（Karl）。
10月15日上午9時，國家颶風中心將其降格為熱帶低氣壓。

### 颶風麗莎（Lisa）
10月28日，一個低氣壓在委內瑞拉以北生成，美國海軍研究實驗室給予擾動編號95L。
10月31日凌晨3時，國家颶風中心判定其為一潛在熱帶氣旋，給予熱帶氣旋編號15L。晚間9時，國家颶風中心直接升格為熱帶風暴，並命名為麗莎（Lisa）。
11月2日晚間9時，國家颶風中心將其升格為一級颶風。
11月3日上午9時，國家颶風中心將其降格為熱帶風暴。晚間11時，國家颶風中心將其降格為熱帶低氣壓。

### 颶風馬丁（Martin）
10月31日，一個低氣壓在百慕達東北部生成，美國海軍研究實驗室給予擾動編號96L。
11月1日晚間9時，國家颶風中心判定其已由溫帶氣旋轉化為熱帶風暴，並命名為馬丁（Martin）。
11月2日晚間9時，國家颶風中心將其升格為一級颶風。
11月4日凌晨3時，國家颶風中心判定其已轉化為後熱帶氣旋。

### 颶風妮可（Nicole）
11月6日，一個低氣壓在波多黎各以北生成，美國海軍研究實驗室給予擾動編號98L。
11月7日下午5時，國家颶風中心將其升格為副熱帶風暴，並命名為妮可（Nicole)。
11月8日晚間11時，國家颶風中心判定其已轉化為熱帶氣旋。
11月10日上午8時，國家颶風中心將其升格為一級颶風。晚間9時，國家颶風中心將其降格為熱帶風暴。
11月11日上午11時，國家颶風中心將其降格為熱帶低氣壓。

## 未被國際命名的熱帶氣旋

### 潛在熱帶氣旋04L
8月19日，一個低氣壓在墨西哥境內生成，美國海軍研究實驗室給予擾動編號99L。
8月20日凌晨3時，國家颶風中心判定其為一潛在熱帶氣旋，給予熱帶氣旋編號04L。

### 熱帶低氣壓11L
9月21日，一個低氣壓在佛得角群島西南偏西方生成，美國海軍研究實驗室給予擾動編號96L。
9月28日晚間11時，國家颶風中心將其升格為熱帶低氣壓，給予熱帶氣旋編號11L。
9月30日凌晨3時，國家颶風中心判定其已轉化為後熱帶氣旋。

### 熱帶低氣壓12L
10月3日，一個低氣壓在佛得角群島西南方生成，美國海軍研究實驗室給予擾動編號92L。
10月5日凌晨3時，國家颶風中心將其升格為熱帶低氣壓，給予熱帶氣旋編號12L。
10月7日上午9時，國家颶風中心將其降格為殘餘低氣壓。

## 風暴名稱
下面的名字將被用於2022年在北大西洋形成而又被命名的風暴。若超過21個命名風暴，將從全新的後備名單中提取名稱。如果有退役名稱的話，將由世界氣象組織在2023年春天宣布。在這個名單中未退役的名字將在2028年的風季中再次使用。這是與2016年風季使用的名單大致相同。本年未用名稱以灰色表示，黑體字表示今年已經使用過，粗體名稱表示該風暴活躍中，橙色表示下一個即將使用的熱帶氣旋名稱。
在本風季中，馬丁（Martin）和歐文（Owen）分別取代2016年大西洋颶風季中被除名的馬修（Matthew）和奧托（Otto）。其中馬丁（Martin）為首次使用，歐文（Owen）則並未在本風季中使用。
2023年3月29日，世界氣象組織颶風委員會決定將菲奧娜（Fiona）及伊恩（Ian）除名，分別在2028年大西洋颶風季中以法拉（Farrah）和伊德里斯（Idris）取代。
| - Alex - Bonnie - Colin - Danielle - Earl - Fiona - Gaston | - Hermine - Ian - Julia - Karl - Lisa - Martin - Nicole | - Owen（未用） - Paula（未用） - Richard（未用） - Shary（未用） - Tobias（未用） - Virginie（未用） - Walter（未用） |

## 颶風季影響
以下圖表顯示了2022年大西洋颶風季的所有熱帶氣旋以及它們的登陸資料(如有)。在括號內的死亡人數屬於非直接，但仍與風暴有關的死亡。所有破壞及死亡數字都包括風暴在擾動及溫帶氣旋階段時的資料。
ACE的計算公式：{\displaystyle \sum _{}^{}{\frac {{v_{\mathrm {max} }}^{2}}{10^{4}}}}，單位為{\displaystyle 10^{4}kt^{2}}。
| 萨菲尔-辛普森飓风风力等级 |    |    |    |    |    |    |
| TD                        | TS | C1 | C2 | C3 | C4 | C5 |

| 风暴名称     | 持续日期           | 风暴最高强度 | 1分钟最大持续风速 英里/小时 （公里/小时） | 最低气压 （毫巴） | 影响地区                                                                               | 损失 （美元） | 死亡人数 | 參考資料 |
| ------------ | ------------------ | ------------ | ----------------------------------------- | ----------------- | -------------------------------------------------------------------------------------- | ------------- | -------- | -------- |
| 亞歷克斯     | 6月5日-6月7日      | 热带风暴     | 70 (110)                                  | 984               | 尤卡坦半島、古巴、佛羅里達州、巴哈馬、百慕達                                           | $10.4萬       | 4        |          |
| 邦妮         | 6月28日-7月2日     | 热带风暴     | 45 (75)                                   | 999               | 背風群島、委內瑞拉、哥倫比亞、阿魯巴、庫拉索、尼加拉瓜、哥斯大黎加、巴拿馬             | 2500萬        | 4        |          |
| 科林         | 7月2日-7月3日      | 热带风暴     | 40 (65)                                   | 1011              | 南卡羅萊納州、北卡羅萊納州                                                             | 很少          | 1        |          |
| 丹尼爾       | 9月1日－9月8日     | 一级飓风     | 90 (150)                                  | 975               | 伊比利亞半島西部                                                                       | 未知          | 無       |          |
| 厄爾         | 9月3日－9月11日    | 二级飓风     | 105 (165)                                 | 954               | 大安地列斯群島、百慕達、新斯科舍、紐芬蘭與拉布拉多省                                   | 很少          | 2        |          |
| 菲奧娜       | 9月14日－9月25日   | 四级飓风     | 130 (215)                                 | 932               | 大安地列斯群島、土克凱可群島、新布藍茲維省、新斯科細亞、愛德華王子島、紐芬蘭與拉布拉多 | ≥$30.9億      | 29       |          |
| 加斯頓       | 9月20日－9月26日   | 热带风暴     | 65 (100)                                  | 999               | 亞速爾群島                                                                             | 未知          | 無       |          |
| 赫敏         | 9月23日－9月25日   | 热带风暴     | 40 (65)                                   | 1002              | 塞內加爾、茅利塔尼亞、加納利群島                                                       | 980萬         | 無       |          |
| 伊恩         | 9月23日－10月1日   | 五级飓风     | 160(260)                                  | 937               | 加勒比海地區、大安地列斯群島、美國東南部                                               | 1130億        | 161      |          |
| 11L          | 9月28日－9月30日   | 热带低气压   | 35 (55)                                   | 1008              | 無                                                                                     | 無            | 無       |          |
| 12L          | 10月5日－10月7日   | 热带低气压   | 35 (55)                                   | 1007              | 無                                                                                     | 無            | 無       |          |
| 茱莉亞       | 10月5日－10月10日  | 一级飓风     | 85 (140)                                  | 982               | 中南美洲                                                                               | >4.06億       | 35       |          |
| 卡爾         | 10月12日－10月15日 | 热带风暴     | 60 (95)                                   | 1000              | 墨西哥西南部                                                                           | 無            | 3        |          |
| 麗莎         | 10月31日－11月5日  | 一级飓风     | 90 (150)                                  | 985               | 中南美洲                                                                               | 1億           | 無       |          |
| 馬丁         | 11月1日－11月3日   | 一级飓风     | 85 (140)                                  | 950               | 百慕達                                                                                 | 無            | 無       |          |
| 妮可         | 11月7日－11月11日  | 一级飓风     | 75 (120)                                  | 980               | 巴哈馬、美國東南部、美國東北部                                                         | 10億          | 2        |          |
| 季節總結     |                    |              |                                           |                   |                                                                                        |               |          |          |
| 17個熱帶氣旋 | 6月3日-11月11日    |              | 160 (260)                                 | 932               |                                                                                        | 1180億        | 239      |          |

## 外部連結
- 美國國家颶風中心（页面存档备份，存于）
- 美國海軍實驗室（页面存档备份，存于）
- ACE（页面存档备份，存于）